# Carlo Curti
 (septembre 2020).
Carlo Curti (6 mai 1859 - 8 mai 1922) était un musicien, compositeur et chef d'orchestre italien.
Il s'est installé aux États-Unis et sa contribution la plus durable à la société américaine a été de populariser la mandoline dans la musique américaine en lançant un « engouement national pour l'orchestre de mandolines », qui a duré de 1880 jusqu'aux années 1920,.